# Aridisol

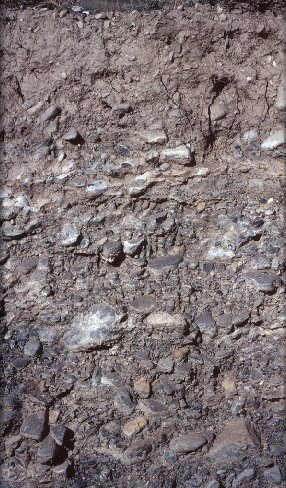
Aridisol

Conform USDA Soil Taxonomy, noțiunea de Aridisol se referă la solurile calcaroase din deșerturile tropicale și temperate.
Aridisolurile includ:
- Solurile deșertice
- Solurile semidesertice
- Solonceacurile (soluri alcaline)
- Solonețurile (solurile alcaline negre)
- Solurile brute

Se găsesc în special în vestul Americii de Sud de-a lungul Anzilor, în vestul Statelor Unite la vest de Munții Stâncoși, în sud-vestul Africii și regiunile de coastă din nordul acestui continent, în Orientul Mijlociu, inclusiv Arabia și Cornul Africii, în Iran, în Afganistan și în mari părți ale Asiei Centrale, inclusiv vestul Chinei, și în Australia.
Soluri ușor alcaline sau neutre, nu au de obicei un profil bine dezvoltat, dar prezintă o oarecare formare a orizonturilor. Apa de la adâncimi mai mari este, împreună cu sărurile dizolvate, atrasă prin capilaritate la suprafață, unde se evaporă. Ca urmare, se formează adesea un strat subțire de sare. În plus, se găsesc adesea componente precum gipsul, argila sau varul. Cu toate acestea, spre deosebire de vertisoluri, care se găsesc în regiuni cu anotimpuri uscate și ploioase distincte, aridisolurile nu formează crăpături adânci în sol.
Deși aridisolurile irigate pot fi foarte fertile, pe care se poate cultiva grâu, datorită conținutului foarte scăzut de umiditate, pe ele cresc cresc de regulă puținele specii de plante adaptate la secetă. Ca urmare, aceste soluri conțin foarte puțin material organic și sunt extrem de expuse riscului de eroziune din cauza numărului redus de plante - aridisolurile erodate devin soluri nedezvoltate, entisoluri.
La nivel mondial, aproximativ 15,7 milioane km2, sau 12% din suprafața uscatului fără ghețari, este acoperită de aridisoluri.

## Clasificare
Există 7 subordine ale aridisolurilor:
- Cryid
- Salid
- Durid
- Gypsid
- Argid
- Calcid
- Cambid